# Indianapolis 500 2000
Indianapolis 500 2000 var ett race som kördes den 28 maj på Indianapolis Motor Speedway. 
För första gången sedan 1995 ställde ett team från CART World Series upp i tävlingen, i detta fall två bilar från Chip Ganassi Racing körda av Jimmy Vasser och Juan Pablo Montoya. Montoya kvalade in som tvåa bakom Greg Ray med en snittfart på 223,471 mph (359,64 km/h). Ray kraschade på det 28:e varvet, medan Montoya tog hand om segern, och därmed vann han tävlingen som rookie.

## Resultat
| Plats | Förare             | Team                     | Grid |
| ----- | ------------------ | ------------------------ | ---- |
| 1     | Juan Pablo Montoya | Chip Ganassi Racing      | 2    |
| 2     | Buddy Lazier       | Hemelgarn Racing         | 16   |
| 3     | Eliseo Salazar     | A.J. Foyt Enterprises    | 3    |
| 4     | Jeff Ward          | A.J. Foyt Enterprises    | 6    |
| 5     | Eddie Cheever      | Cheever Racing           | 10   |
| 6     | Robby Gordon       | Team Menard              | 4    |
| 7     | Jimmy Vasser       | Chip Ganassi Racing      | 7    |
| 8     | Stéphane Grégoire  | Dick Simon Racing        | 20   |
| 9     | Scott Goodyear     | Kelley Racing            | 13   |
| 10    | Scott Sharp        | Kelley Racing            | 5    |
| 11    | Mark Dismore       | Kelley Racing            | 11   |
| 12    | Donnie Beechler    | Cahill Racing            | 15   |
| 13    | Jaques Lazier      | Truscelli Racing Team    | 26   |
| 14    | Jeret Schroeder    | Tri-Star Motorsports     | 29   |
| 15    | Billy Boat         | A.J. Foyt Enterprises    | 31   |
| 16    | Raul Boesel        | Treadway Racing          | 24   |
| 17    | Jason Leffler      | Treadway Racing          | 17   |
| 18    | Buzz Calkins       | Bradley Motorsports      | 22   |
| 19    | Steve Knapp        | Dreyer & Reinbold Racing | 27   |
| 20    | Davey Hamilton     | TeamXtreme               | 28   |
| 21    | Robbie McGehee     | Treadway Racing          | 12   |
| 22    | Johnny Unser       | Indy Regency Racing      | 30   |
| 23    | Stan Wattles       | Hemelgarn Racing         | 9    |
| 24    | Sam Hornish Jr.    | PDM Racing               | 14   |
| 25    | Airton Daré        | TeamXtreme               | 25   |
| 26    | Robbie Buhl        | Dreyer & Reinbold Racing | 9    |
| 27    | Richie Hearn       | Pagan Racing             | 23   |
| 28    | Andy Hillenburg    | Fast Track Racing        | 33   |
| 29    | Al Unser Jr.       | Galles Racing            | 18   |
| 30    | Jimmy Kite         | Blueprint Racing         | 25   |
| 31    | Sarah Fisher       | Walker Racing            | 19   |
| 32    | Lyn St. James      | Dick Simon Racing        | 32   |
| 33    | Greg Ray           | Team Menard              | 1    |

Följande förare missade att kvala in
- Scott Harrington
- Memo Gidley
- Hideshi Matsuda
- Roberto Guerrero
- Doug Didero
- Robby Unser
- Jack Miller
- Davy Jones
- Dan Drinan